# Teoh Yi Peng
Teoh Yi Peng (ur. 4 maja 1988) – singapurski kolarz szosowy.

## Osiągnięcia
2016
- 3. miejsce w mistrzostwach Singapuru (start wspólny)

2017
- 2. miejsce w mistrzostwach Singapuru (start wspólny)

## Życie prywatne
Przeprowadził się do Rhode Island, gdzie poślubił dziennikarkę Jerrine Tan. Mieszka w stolicy stanu, Providence.